# Rhododendron tsaii
Rhododendron tsaii är en ljungväxtart som beskrevs av Fang. Rhododendron tsaii ingår i släktet rododendron, och familjen ljungväxter. Inga underarter finns listade i Catalogue of Life.